# 西田八郎
西田 八郎（にしだ はちろう、1922年2月14日 - 2009年9月26日）は、日本の政治家。元民社党所属の衆議院議員（5期）。元ゼンセン同盟滋賀県支部長。

## 来歴・人物
滋賀県生まれ。全繊同盟のオルグとして1954年の近江絹糸争議を戦った。
1969年の第32回衆議院議員総選挙滋賀県全県区に民社党から出馬し、初当選。1972年の第33回衆議院議員総選挙では、自由民主党の現職草野一郎平と1648票差で落選した。
1976年の第34回衆議院議員総選挙で返り咲き、以後4期務める。1979年、民社党機関紙局長。
1986年の第38回衆議院議員総選挙は不出馬。後継者として滋賀県知事の武村正義に話を持ちかけるが相手にされず、武村は自民党公認で立候補しトップで当選した。西田の後継に選ばれたのは東レ従業員の川端達夫で、川端は定数5のところ5位で初当選を果たした。
1992年、勲二等瑞宝章受章。また、滋賀県日中友好協会理事長を務めた。2009年9月26日、敗血症のため大津市の病院で死去。87歳没。

## 元秘書
- 山根隆治（野田内閣外務副大臣、民主党参議院議員2期）